# Versettlabahn

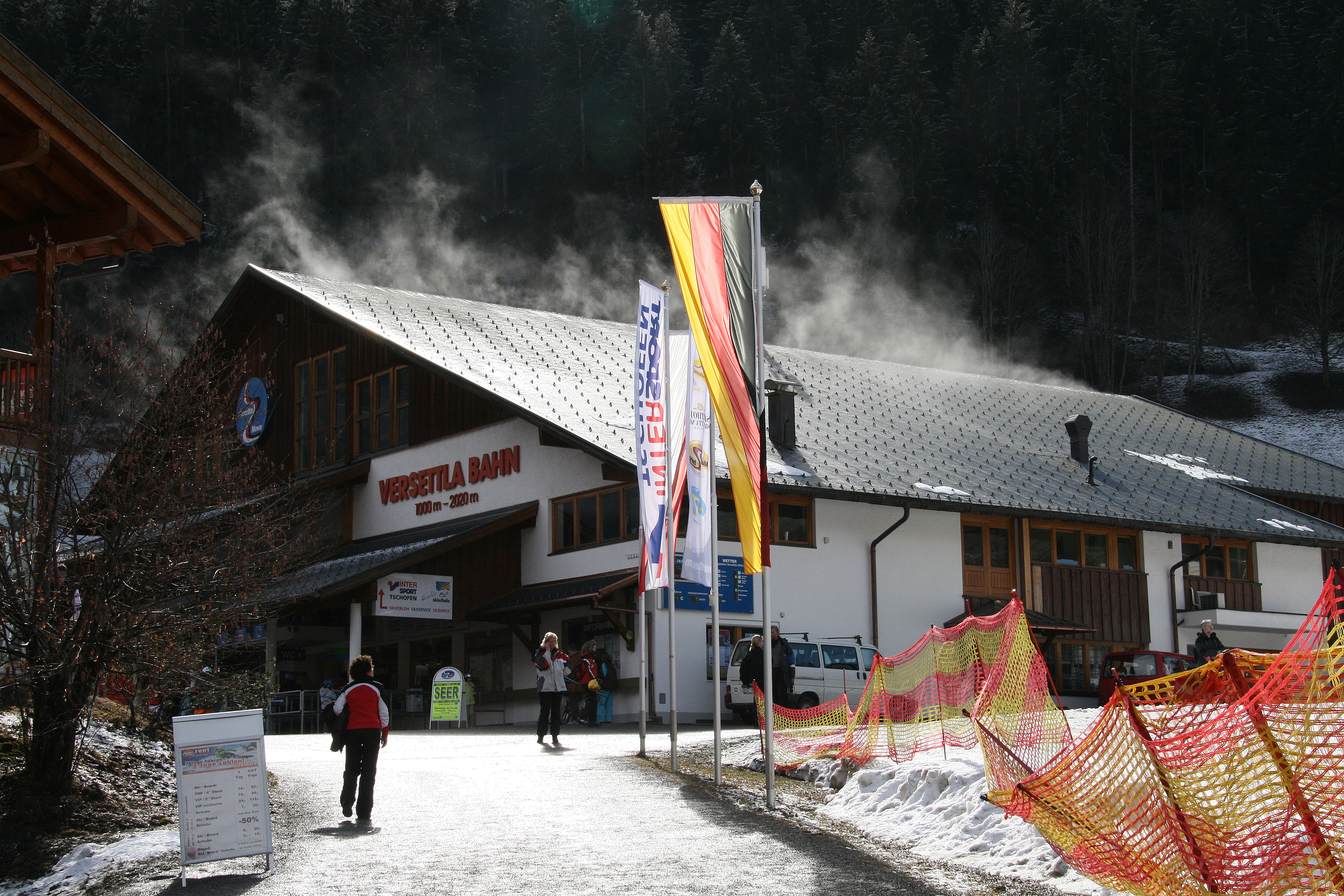
Talstation der Versettlabahn

Die Versettlabahn ist eine 1986 gebaute Einseilumlaufbahn (EUB) im österreichischen Bundesland Vorarlberg.
Die zweigeteilte Bahn führt maximal sechs Personen pro Kabine (1.982 Personen je Stunde) von der Talstation (980 m ü. A.) in Gaschurn im Montafon über die Mittelstation 1480 m ü. A. zur Bergstation am Hang der Versettla (2372 m) in 2010 Meter Höhe. Die maximale Geschwindigkeit beträgt 18 km/h, die größten Neigungen liegen bei 69 Prozent im ersten und 94 Prozent im zweiten Abschnitt.
Die Versettlabahn ersetzte zwei Einer-Sesselbahnen auf der gleichen Trasse.
Betreiber der von der Firma Doppelmayr gebauten, insgesamt 2.455 Meter langen Bahn, ist die Silvretta Montafon Bergbahnen AG.